# Korpus Kadetów Nr 2
Korpus Kadetów Nr 2 (KK-2) – korpus kadetów Wojska Polskiego II RP.

## Historia
Korpus Kadetów Nr 2 został utworzony 28 września 1919 w Modlinie. 1 października tego roku 223 kadetów, zorganizowanych w dwóch klasach gimnazjalnych (V i VI) rozpoczęło naukę. W 1920 utworzono klasę VII, w 1923 klasę VIII, a w 1922 dołączono klasę IV. Każda z klas w organizacji korpusu była kompanią. Klasa dzieliła się na oddziały, czyli plutony.
W latach 20 Korpus Kadetów Nr 2 funkcjonował pod zarządem Ministerstwa Spraw Wojskowych.
22 maja 1924 minister spraw wojskowych rozkazem G.M. 9542.1 zatwierdził wzór proporca „2-go Korpusu Kadetów w Modlinie”.
Zgodnie z terminem określonym przez szefa Sztabu Generalnego (15 lipca 1926 roku) korpus został przeniesiony do Chełmna, gdzie zajął koszary przy ulicy 3-go Maja. 1 września 1935 roku kierownik Ministerstwa Spraw Wojskowych podporządkował korpus szefowi Wojskowego Instytutu Naukowo-Oświatowego.
W 1936 roku został przeniesiony do Rawicza i połączony z tamtejszym Korpusem Kadetów Nr 3, który został przemianowany na Korpus Kadetów Nr 2.
W czasie mobilizacji pod koniec sierpnia 1939 Korpus Kadetów Nr 2 został ewakuowany z Rawicza do Korpusu Kadetów Nr 1 we Lwowie.

## Kadra
Komendanci korpusu
- ppłk piech. Alfred Jougan (1919–1920 → komendant KK-1)
- mjr Stanisław Widacki (1920 – 1921)
- płk piech. Władysław Ścibor-Rylski (1921 – †12 VI 1922)
- mjr Zenon Keffermüller (p.o. VI – VIII 1922[9])
- mjr / ppłk art. Władysław Kiliński (19 VIII 1922 – 8 X 1924[10])
- ppłk kaw. Mikołaj Wisznicki (8 X 1924[11] – 1926[12])
- ppłk ośw. Leon Lipiński (p.o. 1 II – 2 VI 1926[13])
- ppłk piech. Stanisław Trzebunia (3 VI 1926 – VII 1928[14])
- ppłk piech. Bogusław Kunc (VII 1928[15] – 2 VI 1936)

Dyrektorzy nauk
- urzędnik wojsk. VII rangi Leon Lipiński (do 1921[16])
- mjr ośw. Adam Werpechowski (od 1921[16])
- ppłk ośw. Leon Lipiński (od 1922[17])
- ppłk Stanisław Babecki (do II 1930[18])
- ppłk st. sp. Leon Lipiński (od II 1930[19])

Oficerowie
- ppłk piech. Jan Bratro – dowódca baonu szkolnego (do 25 III 1927[20])
- mjr piech. Bronisław Bałaban – dowódca baonu szkolnego (od VI 1927)[21][22]
- mjr piech. Bolesław Bronisław Duch
- mjr art. Karol Szczepanowski – dyrektor nauk
- kpt. / mjr piech. Władysław Feliks Kański – dowódca kompanii (VIII 1927 – IX 1930)
- ppłk piech. Stanisław III Lewicki – wykładowca, dowódca baonu szkolnego i kwatermistrz (25 VIII 1926 – 5 V 1927)
- mjr piech. Józef Ekkert – wykładowca historii i kierownik gabinetu historyczno-geograficznego[23]
- kpt. Adam Englert – nauczyciel historii i wychowawca
- kpt. piech. Piotr Pełka
- kpt. piech. Romuald Sidorski – wychowawca i nauczyciel rysunków

## Kadeci
Stanisław Buczyński (matura w 1931)
- Jacenty Dehnel
- Włodzimierz Drzewieniecki
- Leon Fudakowski

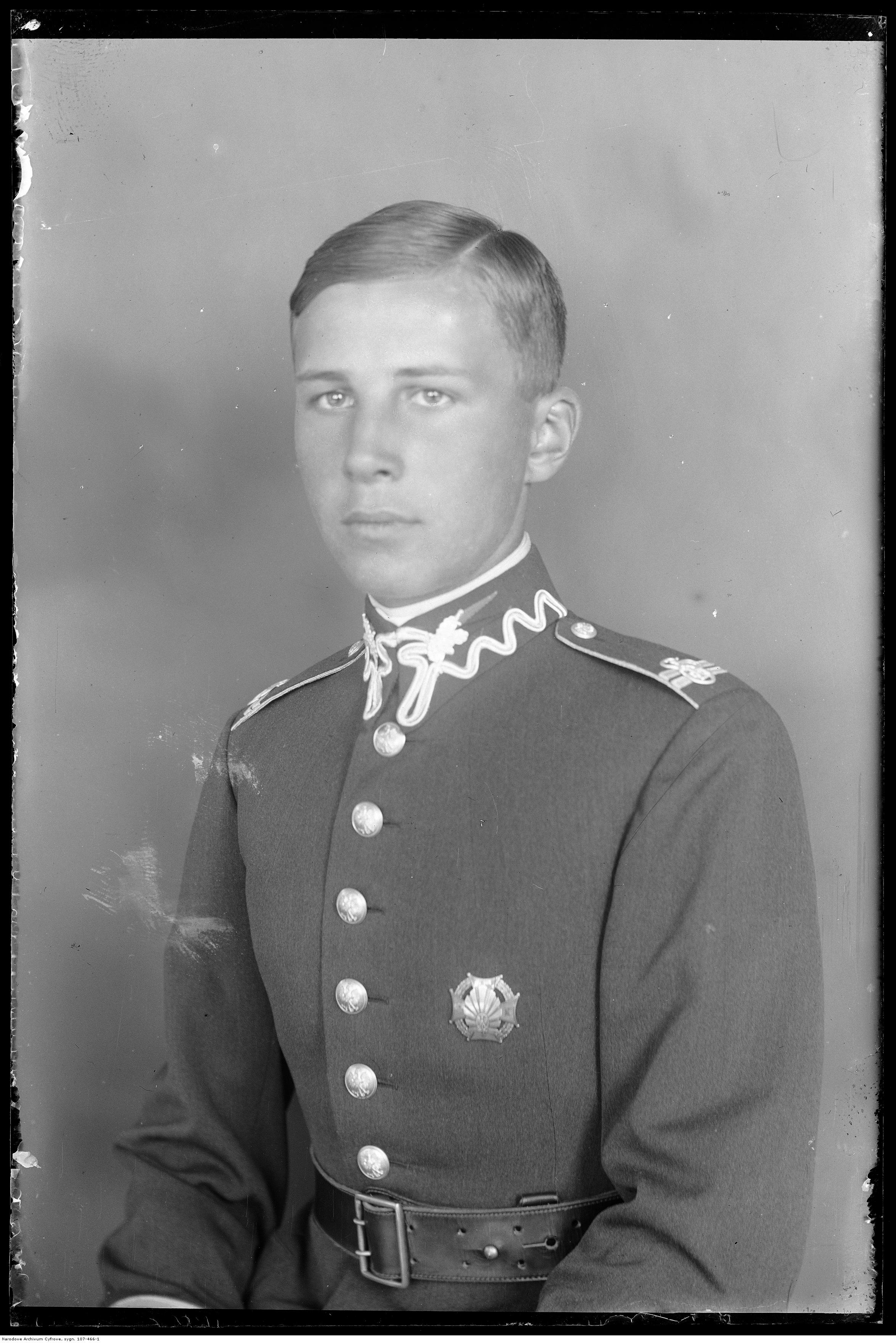
Jerzy Fabrycy w mundurze kaprala podchorążego Szkoły Podchorążych Kawalerii

- Gereon Grzenia-Romanowski (1931–1939 → absolwent KK-2 w Rawiczu)
- Jan Górski
- Wacław Janaszek
- Marian Janicki
- Jan Jaźwiński
- Maciej Kalenkiewicz
- Tadeusz Karnkowski (1931–1936)
- Jan Wojciech Kiwerski (1923–1928)
- Władysław Kociatkiewicz
- Tadeusz Konarski
- Zygmunt Kuczyński † 1921
- Jerzy Lewszecki (matura w 1931)
- Marian Pisarek
- Rudolf Schreiber
- Wiesław Stępniewski
- Albert Szaad
- Leopold Świkla
- Jan Tarnowski
- Bogusław Wolniak
- Mieczysław Wróblewski

## Upamiętnienie
Podczas Jubileuszowego Zjazdu Kadetów 29 maja 1983 w Kościele św. Andrzeja Boboli w Londynie została odsłonięta tablica upamiętniająca trzy korpusy kadeckie II Rzeczypospolitej.